# إسماعيل أورتيز
إسماعيل أورتيز (بالإسبانية: Ismael Ortiz)‏ هو سباح بنمي، ولد في 22 أكتوبر 1982 في بنما في بنما.

## وصلات خارجية
- إسماعيل أورتيز على موقع الاتحاد الدولي للسباحة (الإنجليزية)
- إسماعيل أورتيز على موقع SwimRankings.net (الإنجليزية)
- إسماعيل أورتيز على موقع اللجنة الأولمبية الدولية (الإنجليزية)
- إسماعيل أورتيز على موقع أوليمبيديا (الإنجليزية)